# میناتیتلان، وراکروز
میناتیتلان (به اسپانیایی: Minatitlán) از شهرهای کشور مکزیک است که در ایالت وراکروز قرار دارد و جمعیت آن طبق سرشماری سال ۲۰۱۰ میلادی ۱۱۲٬۰۴۶ نفر بوده است.